# Flize
Flize è un comune francese di 1 183 abitanti situato nel dipartimento delle Ardenne nella regione del Grand Est. Il 1º gennaio 2019 ha incorporato i comuni di Balaives-et-Butz, Boutancourt ed  Élan.

## Società

### Evoluzione demografica
Abitanti censiti